# Eleonora Brigliadori
Eleonora Brigliadori (* 18. Februar 1960 in Mailand) ist eine italienische Schauspielerin.

## Leben
Brigliadori wurde als Tochter eines Finanzbeamten aus Bari und einer Steuerberaterin aus Brindisi geboren. Nach ihrem Abitur in Rom besuchte sie die italienische Schauspielakademie und arbeitete als Model. Ihr Debüt feierte sie in einem Ensemble in Monza. Die Varietéprogramme È permesso? (1978) und Portobello (1979, als Telefonistin) schafften ihr größere Aufmerksamkeit, die zu einem Vertrag als Hauptansagerin des Fernsehsenders Canale 5 ab 1980 führten. Sie erhielt ab 1982 nun auch deutlich größere Rollen in erfolgreichen Fernsehfilmen, war als Showmasterin für etliche Formate zu sehen und hin und wieder in einer Kinorolle besetzt, darunter im großen Erfolg von Sergio Corbucci, Rimini Rimini 1987. Die auch weiterhin auf der Bühne spielende Brogliadori konnte ihre besten Rollen jedoch im Fernsehen spielen; neben Senza cuore 1996 und Provinvia segreta 1998 waren die Miniserien Bel Ami – L'uomo che piaceva alle donne und Stiamo bene insieme Vorzeigeprojekte für die gutaussehende Darstellerin.
Eleonora Brigliadori ist mit Claudio Gilbo verheiratet und hat drei Kinder. Seit 2007 ist sie nicht mehr darstellerisch in Erscheinung getreten.

## Filmografie (Auswahl)
- 1982: Delitto di stato (Fernsehserie)
- 1984: Die Schlacht der Centurions (I guerrieri dell'anno 2072)
- 1988: Gepeinigt (La cintura)
- 1990: Hölle der Verdammten (Mal d'Africa)
- 1993: Sehnsucht der Herzen (Due madri per Rocco) (Fernsehfilm)
- 2001: Bel Ami – Liebling der Frauen (L'uomo che piaceva alle donne – Bel Ami) (Fernseh-Miniserie)
- 2003: Herz ohne Krone (Fernsehfilm)
- 2007: 7 km da Gerusalemme